# Michael Ljunggren
Per Michael „Joe“ Ljunggren (* 22. März 1962 in Helsingborg, Schonen, Schweden; † 17. Juli 1995 in Markaryd, Småland, Schweden) war ein schwedischer Rocker. Er leitete das schwedische Chapter der Bandidos als nationaler Präsident.

## Leben
Ljunggren war Mitte der 1980er Mitbegründer des White Trash MC, Schwedens erstem Outlaw Motorcycle Club, zusammen mit Jan „Face“ Krogh Jensen. Er wurde dann Mitglied des Helsingborger Clubs Morbids MC, der später in einem Patchover zum ersten Bandidos-Club von Schweden wurde. Als Gründungsmitglied stieg Ljunggren auf und wurde nationaler Präsident.
Am 17. Juli 1995 kehrte Ljunggren von einem Besuch bei dem finnischen MC Undertakers zusammen mit Jan Jensen, einem ehemaligen Hells Angel, der den Club gewechselt hatte, heim nach Schweden. Die beiden nahmen gemeinsam eine Fähre nach Stockholm und machten sich dann auf den Weg nach Helsingborg. Jedoch hatte Jensens Harley in Ljungby eine Panne und so fuhr Ljunggren alleine weiter. Auf der E4, südlich von Markaryd, Småland, wurde er von einem Scharfschützen beschossen und verlor die Kontrolle über sein Motorrad. Anschließend wurde er von einem Auto überfahren. Ein Krankenwagen brachte ihn in ein Krankenhaus, wo er allerdings falsch behandelt wurde. Die Ärzte übersahen die Schussverletzung in seinem Rücken. Die Kugel hatte seine Schutzweste durchschlagen. Obwohl niemand für den Fall belangt werden konnte, geht die Öffentlichkeit davon aus, dass er von einem Mitglied der Hells Angels getötet wurde. Die beiden Clubs bekämpften sich gerade in einem drei Jahre andauernden Konflikt, der als „Rockerkrieg in Skandinavien“ bekannt wurde.
Er hinterließ zwei Söhne.